# Toyota Koszalin Open
Koszalin Toyota Aipress Open – męski turniej tenisowy rozgrywany w Koszalinie na kortach ceglanych w klubu tenisowego „Bałtyk”. Impreza zaliczana jest do cyklu ITF. Pula nagród wynosi 30 000 dolarów amerykańskich.

## Mecze finałowe

### gra pojedyncza
| Rok  | Mistrzowie                   | Finaliści                    | Wynik                        |
| 2019 | Mārtiņš Podžus               | David Poljak                 | 6:3, 3:6, 6:4                |
| 2018 | Szymon Walków                | Maciej Rajski                | 4:6, 7:5, 6:1                |
| 2017 | Paweł Ciaś                   | Marcin Gawron                | 6:4, 6:3                     |
| 2016 | Paweł Ciaś                   | Michal Schmid                | 6:4, 6:2                     |
| 2015 | Michal Schmid                | Maciej Rajski                | 6:3, 7:6(3)                  |
| 2014 | Grzegorz Panfil              | Marcin Gawron                | 7:5, 6:2                     |
| 2013 | Turniej nie został rozegrany | Turniej nie został rozegrany | Turniej nie został rozegrany |
| 2012 | Marcin Gawron                | Piotr Gadomski               | 7:5, 6:2                     |
| 2011 | Marcin Gawron                | Boy Westerhof                | 6:4, 6:2                     |
| 2010 | Jerzy Janowicz               | Adrián García                | 6:7(2), 6:2, 6:3             |
| 2009 | Uładzimir Ihnacik            | Marcin Gawron                | 6:1, 4:6, 6:2                |
| 2008 | Guillermo Hormazábal         | Grzegorz Panfil              | 6:1, 7:5                     |
| 2007 | Dawid Olejniczak             | Mohammad Ghareeb             | 7:6(6), 2:6, 6:4             |
| 2006 | Jordane Doble                | Filip Urban                  | 7:6(3), 3:6, 7:6(5)          |
| 2005 | Filip Urban                  | Dawid Olejniczak             | 6:2, 6:7(4), 6:4             |
| 2004 | Michał Przysiężny            | Sadik Kadir                  | 6:3, 6:3                     |

### gra podwójna
| Rok  | Mistrzowie                                       | Finaliści                          | Wynik                        |
| 2019 | Jānis Podžus Mārtiņš Podžus                      | Hasan Ibrahim Timo Stodder         | 7:6(7), 5:7, 10–5            |
| 2018 | Jan Zieliński Kacper Żuk                         | Paweł Ciaś Michał Dembek           | 6:2, 6:2                     |
| 2017 | Iván Endara Szymon Walków                        | Michał Dembek Marcin Gawron        | 6:3, 2:6, 10–7               |
| 2016 | Kamil Gajewski Szymon Walków                     | Adam Majchrowicz Grzegorz Panfil   | 6:2, 6:1                     |
| 2015 | Marcin Gawron Grzegorz Panfil                    | Zdeněk Kolář Petr Michnev          | 6:0, 6:4                     |
| 2014 | Cristóbal Saavedra Corvalán Ricardo Urzua-Rivera | Marcin Gawron Grzegorz Panfil      | 6:7(3), 7:5, 10–8            |
| 2013 | Turniej nie został rozegrany                     | Turniej nie został rozegrany       | Turniej nie został rozegrany |
| 2012 | Guillermo Hormazábal Grzegorz Panfil             | Jahor Hierasimau Dzmitryj Zhyrmont | 6:2, 6:7(4), 10–5            |
| 2011 | Alaksandr Bury Nikolai Fidirko                   | Andriej Kapaś Błażej Koniusz       | 1:6, 6:3, 10–6               |
| 2010 | Błażej Koniusz Grzegorz Panfil                   | Siarhiej Bietau Róbert Varga       | 7:6(3), 6:3                  |
| 2009 | Martin Emmrich Lars Pörschke                     | Marcin Gawron Mateusz Kowalczyk    | 7:6(6), 6:3                  |
| 2008 | Artur Romanowski Jürgen Zopp                     | Marek Mrozek Mateusz Szmigiel      | 7:5, 6:3                     |
| 2007 | Johan Brunström Mohammad Ghareeb                 | Mateusz Kowalczyk Grzegorz Panfil  | 6:3, 6:7(5), 7:6(5)          |
| 2006 | Maciej Diłaj Raphael Durek                       | Radosław Nijaki Filip Urban        | 6:2, 6:2                     |
| 2005 | Maciej Diłaj Dawid Olejniczak                    | Radosław Nijaki Filip Urban        | 7:5, 6:2                     |
| 2004 | Radosław Nijaki Dawid Olejniczak                 | Dušan Karol Federico Torresi       | 6:3, 6:7(4), 6:2             |